# نسبة الكربون إلى النيتروجين
نسبة الكربون إلى النيتروجين (نسبة C / N أو نسبة C: N) هي نسبة كتلة الكربون إلى كتلة النيتروجين في المادة. يمكن استخدامه، في تحليل الرواسب والسماد. تُعتبر من التطبيقات المفيدة كبديل لأبحاث المناخ المحلي، ولها استخدامات مختلفة سواء كانت نوى الرواسب مستندة إلى الأرض أو بحرية. نسب الكربون إلى النيتروجين هي مؤشر للحد من النيتروجين للنباتات والكائنات الأخرى ويمكن أن تحدد ما إذا كانت الجزيئات الموجودة في الرواسب قيد الدراسة تأتي من النباتات البرية أو الطحالب. علاوة على ذلك، يمكن من خلال هذه النسبة التمييز بين النباتات البرية المختلفة، اعتمادًا على نوع البناء الضوئي الذي يخضع له. لذلك ، تعمل النسبة كأداة لفهم مصادر المواد العضوية الرسوبية، والتي يمكن أن تؤدي إلى معلومات حول البيئة والمناخ ودوران المحيطات في أوقات مختلفة من تاريخ الأرض.